# Zephyropsyche schmidi
Zephyropsyche schmidi är en nattsländeart som beskrevs av Weaver 1993. Zephyropsyche schmidi ingår i släktet Zephyropsyche och familjen kantrörsnattsländor. Inga underarter finns listade i Catalogue of Life.